# Ботанічний сад Курітіби
25°26′34″ пд. ш. 49°14′22″ зх. д. / 25.44277778° пд. ш. 49.23944444° зх. д.
Ботанічний сад Курітіби (порт. Jardim Botânico de Curitiba, також відомий як Ботанічний сад імені Фаншетти Рішбітер (Jardim Botânico Fanchette Rischbieter) — ботанічний сад міста Куритиба, столиці штату Парана, найбільшого міста в південному регіоні Бразилії.
Сад є головною пам'яткою міста і вміщає в себе частину університетського містечка Федерального університету Парани; є неофіційним символом міста та всієї Південної Бразилії.

## Історія
Відкритий у 1991 і створювався у стилі французького саду; завдяки цьому після входу в нього погляду відвідувачів з'являються великі сади з величезними квітковими клумбами, фонтанами, водоспадами та озерами. Загальна площа саду складає 240 000 м².
На території саду розташовується оранжерея з рідкісними різновидами рослин. Її будівля - металева конструкція в стилі модерн - була побудована за подобою Кришталевого палацу в Лондоні. Площа головної оранжереї складає 458 м².

## Ботанічний музей Курітіби

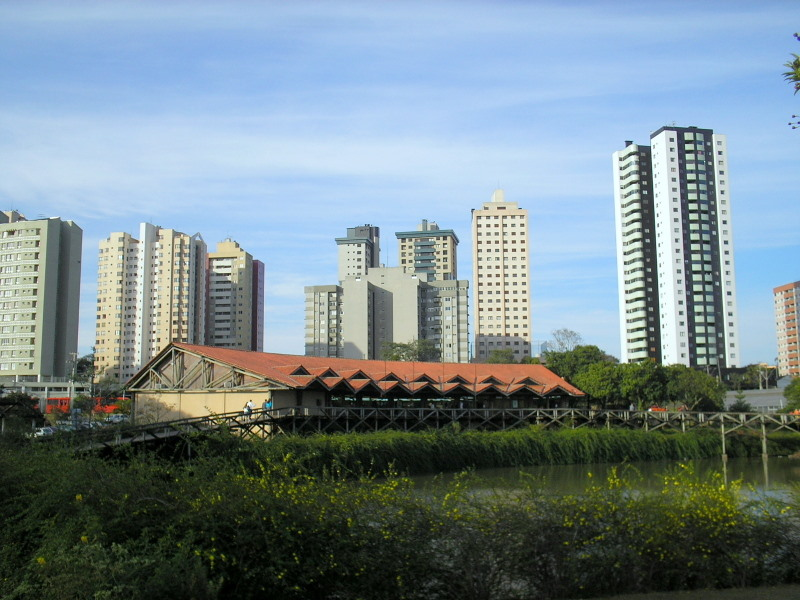
Ботанічний музей Курітіби

Ботанічний музей Курітіби (порт. Museu Botânico de Curitiba) представляє національну колекцію місцевої флори, де виставлені унікальні гербарії, що залучають дослідників з усього світу. Колекція включає безліч ботанічних різновидів з атлантичних лісів східної Бразилії.

## Галерея

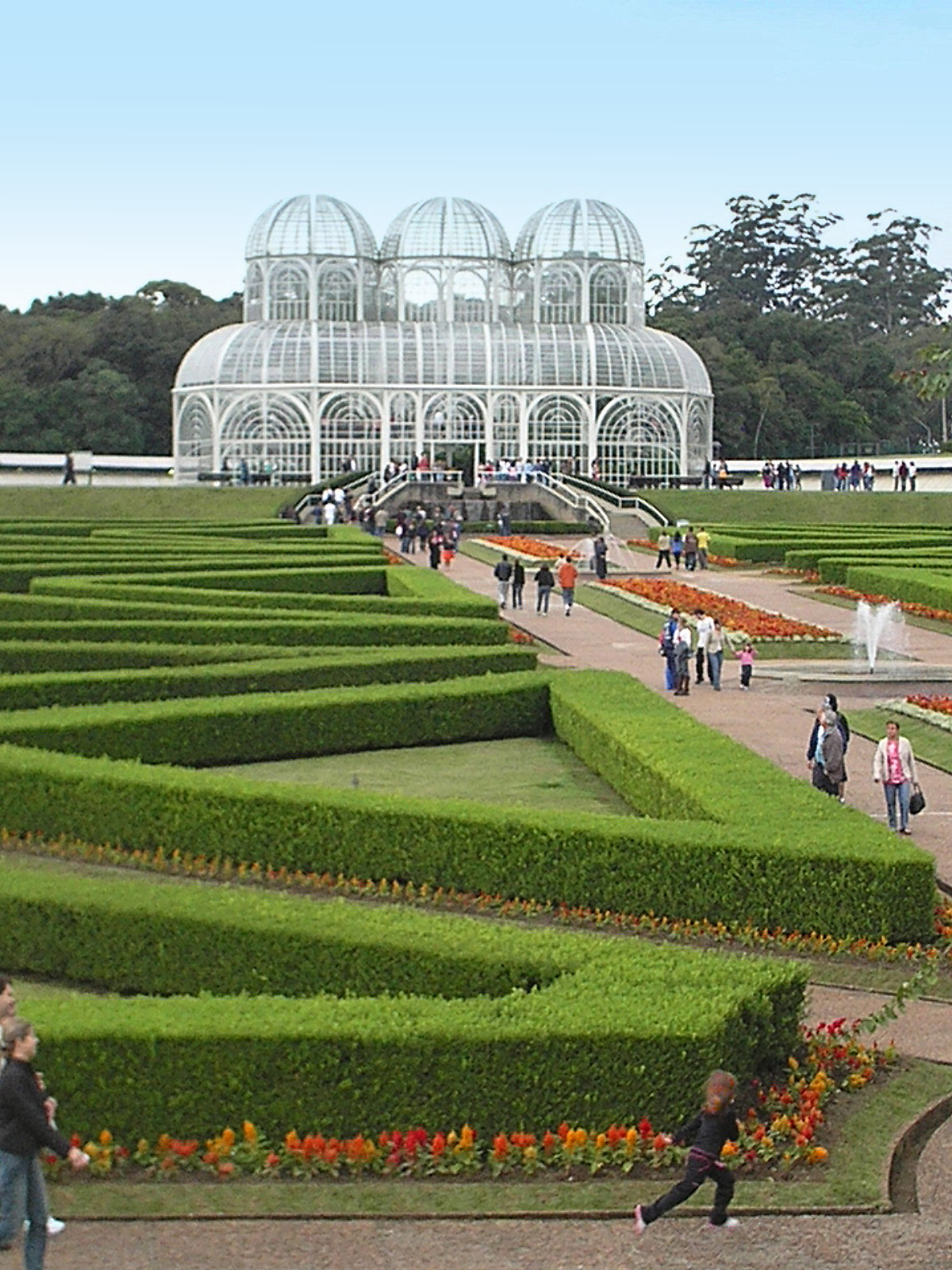
Теплиця та партери
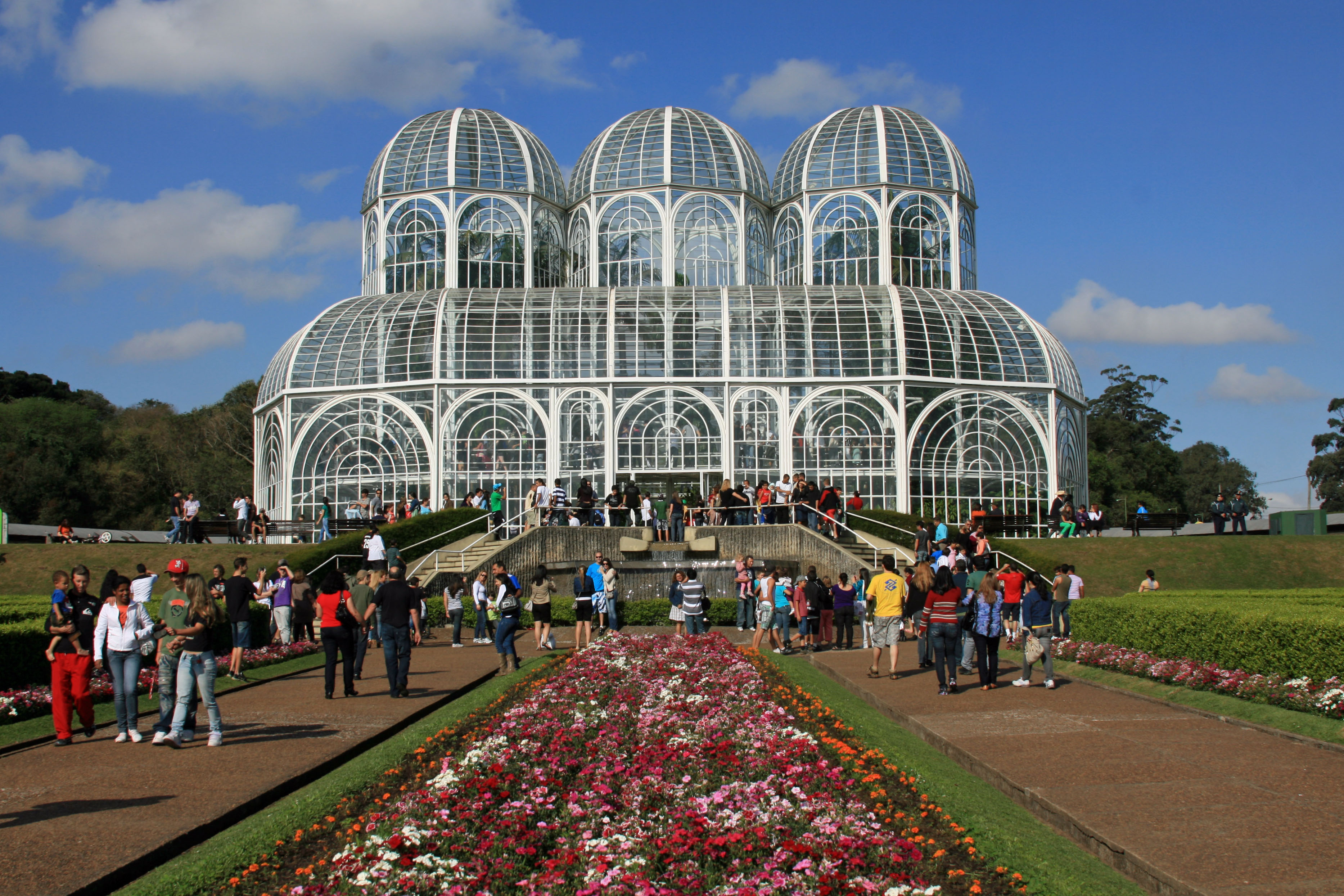
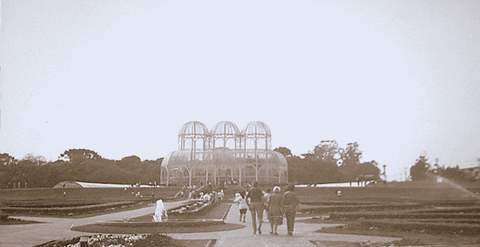
У рік відкриття
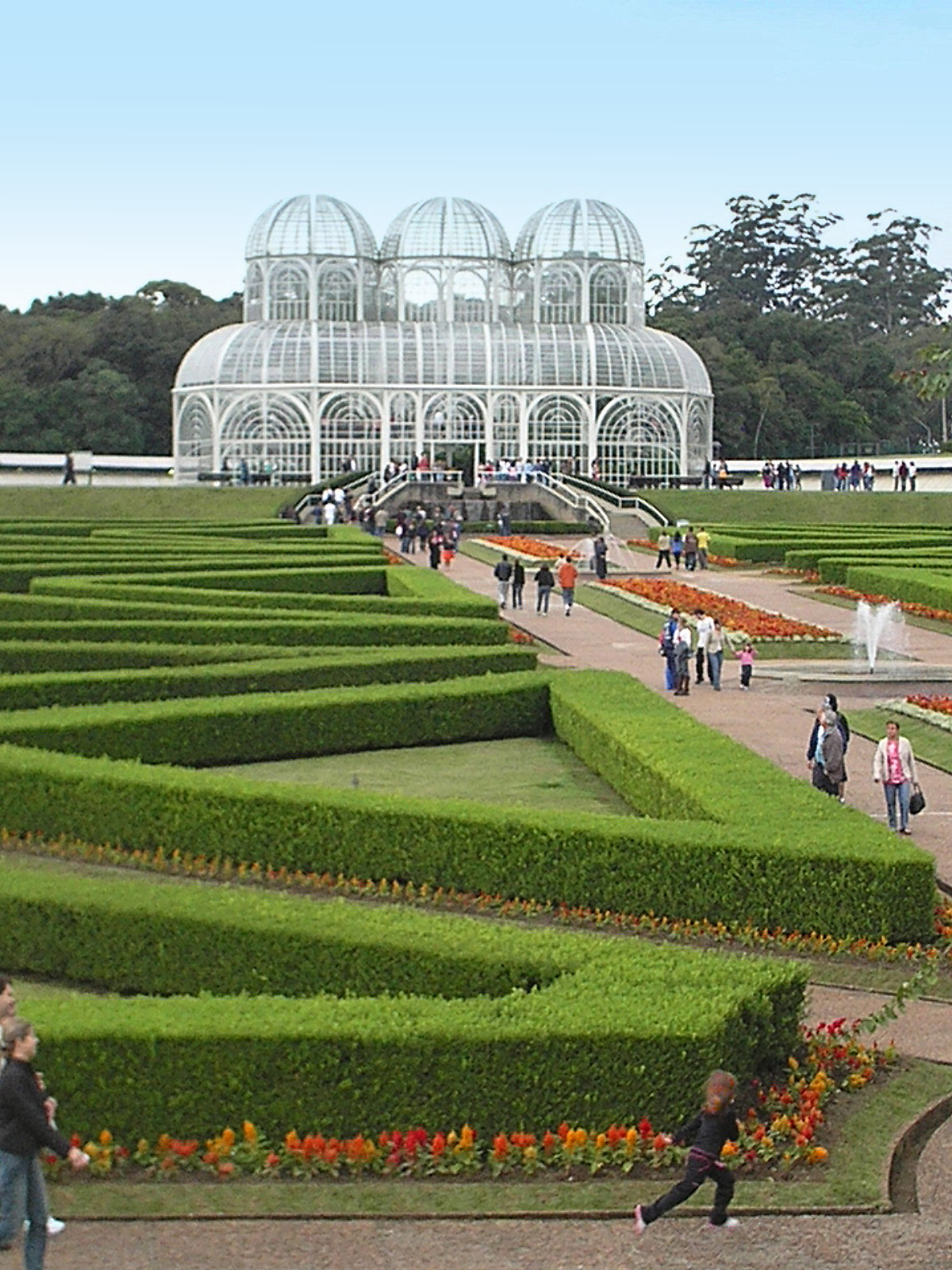
Французький сад
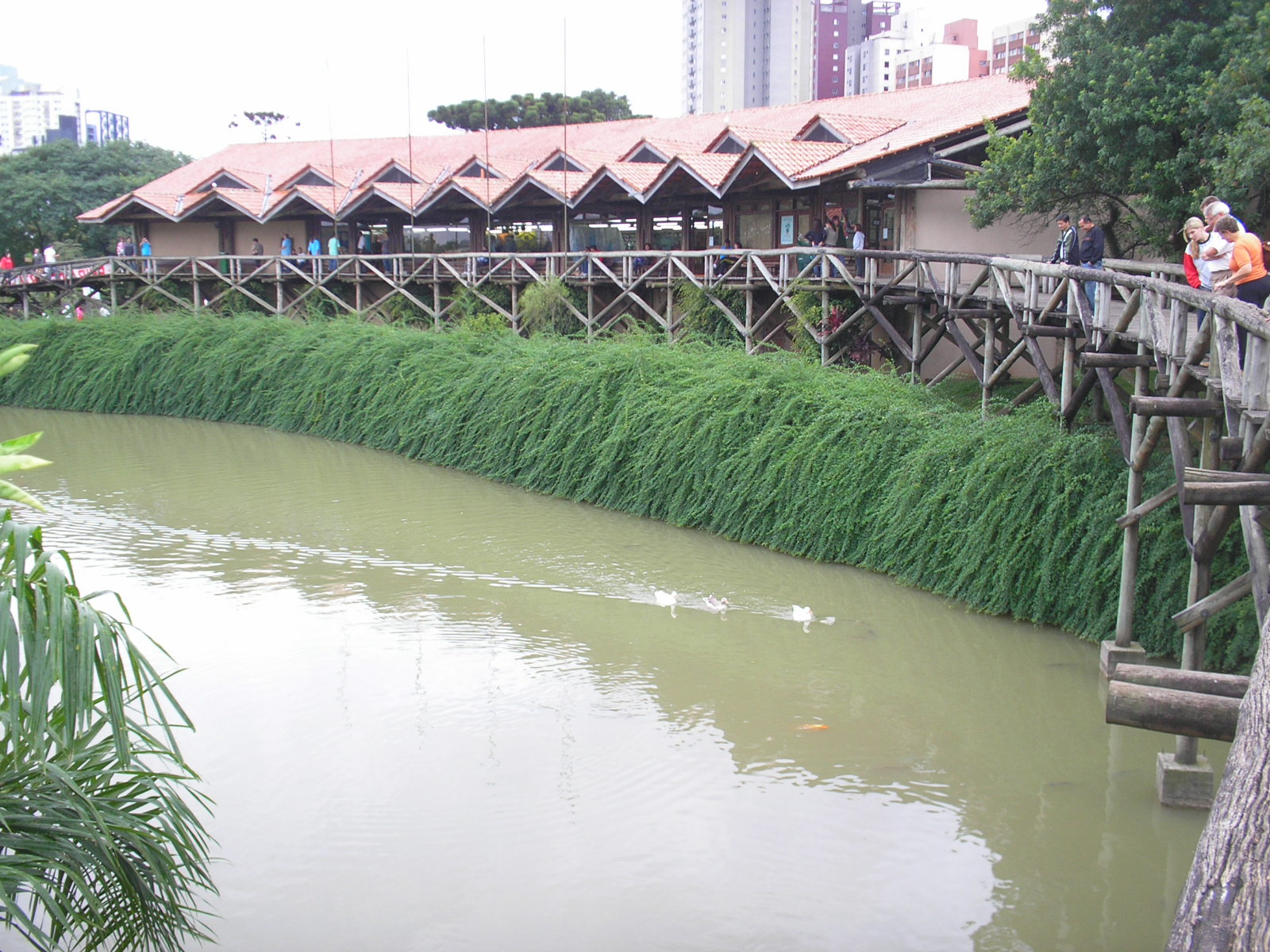
Ботанічний музей
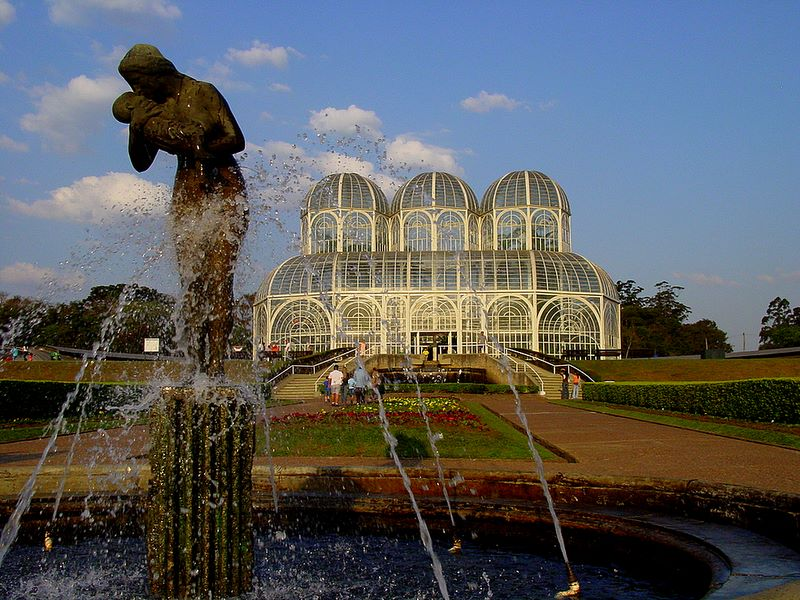
Мати
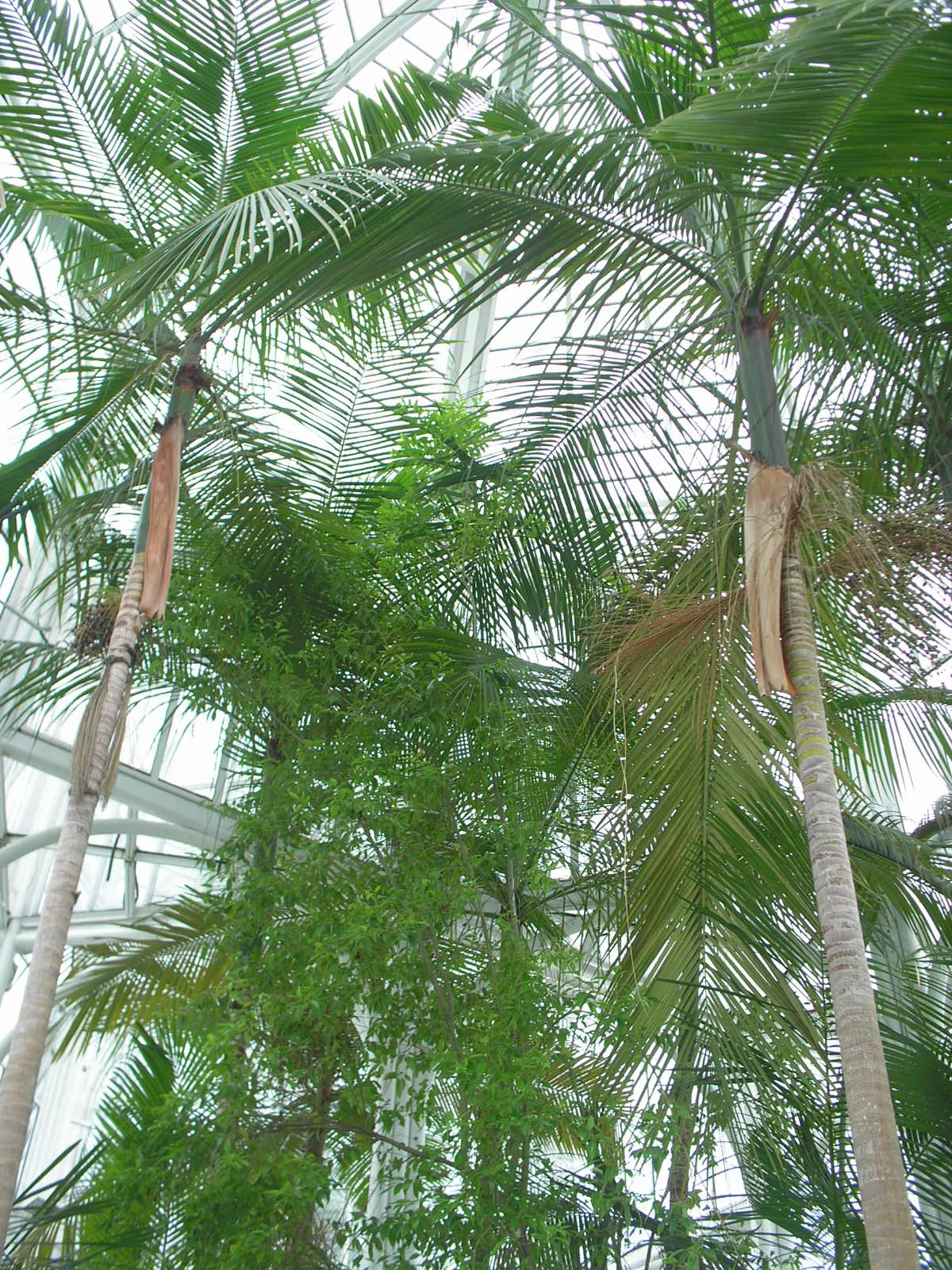
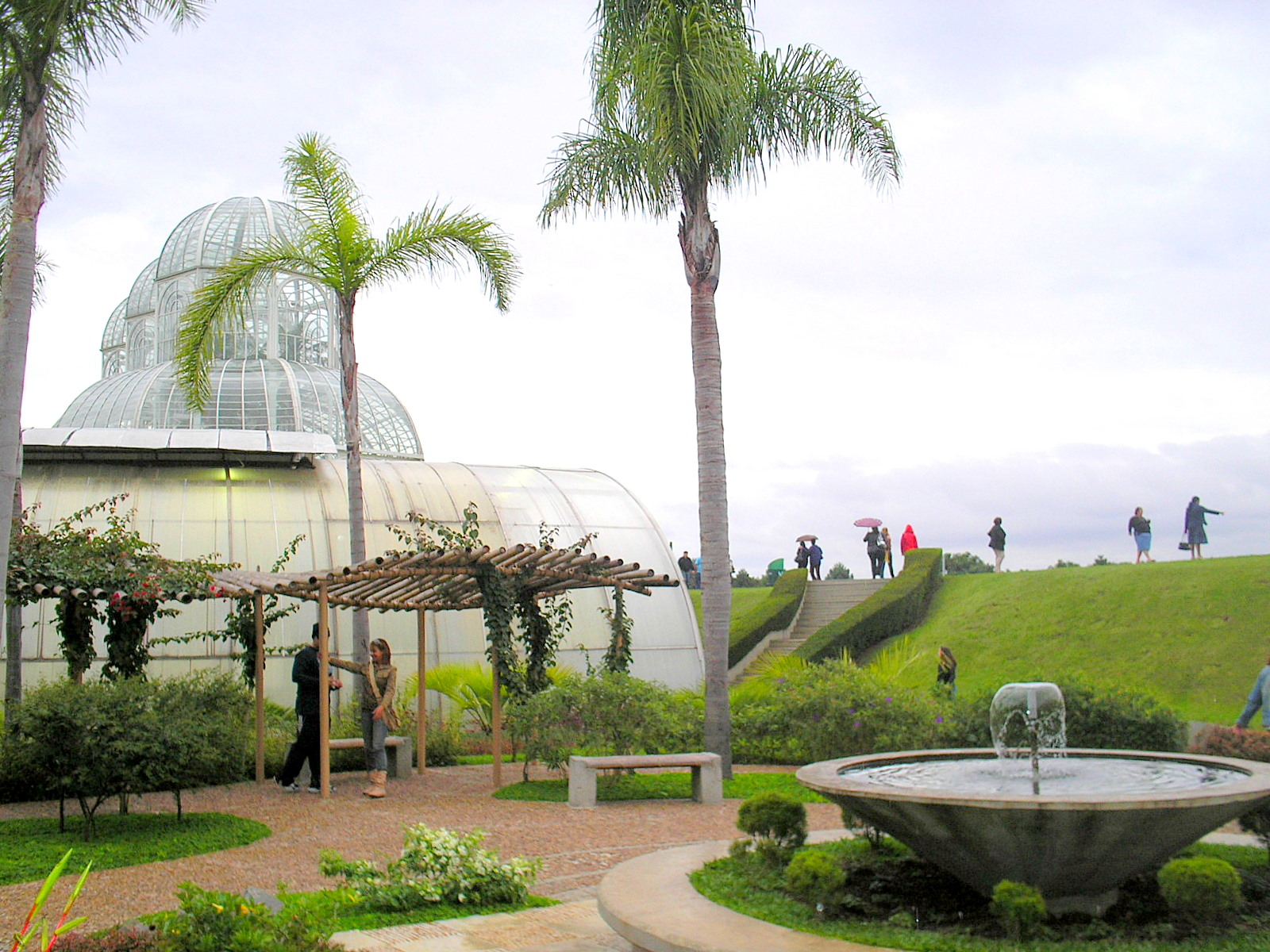
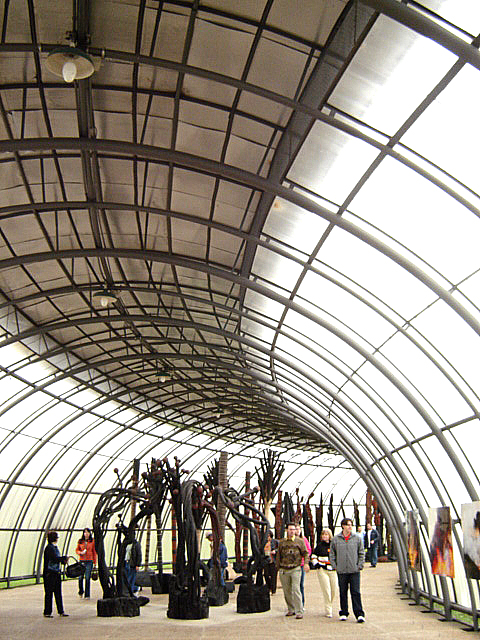
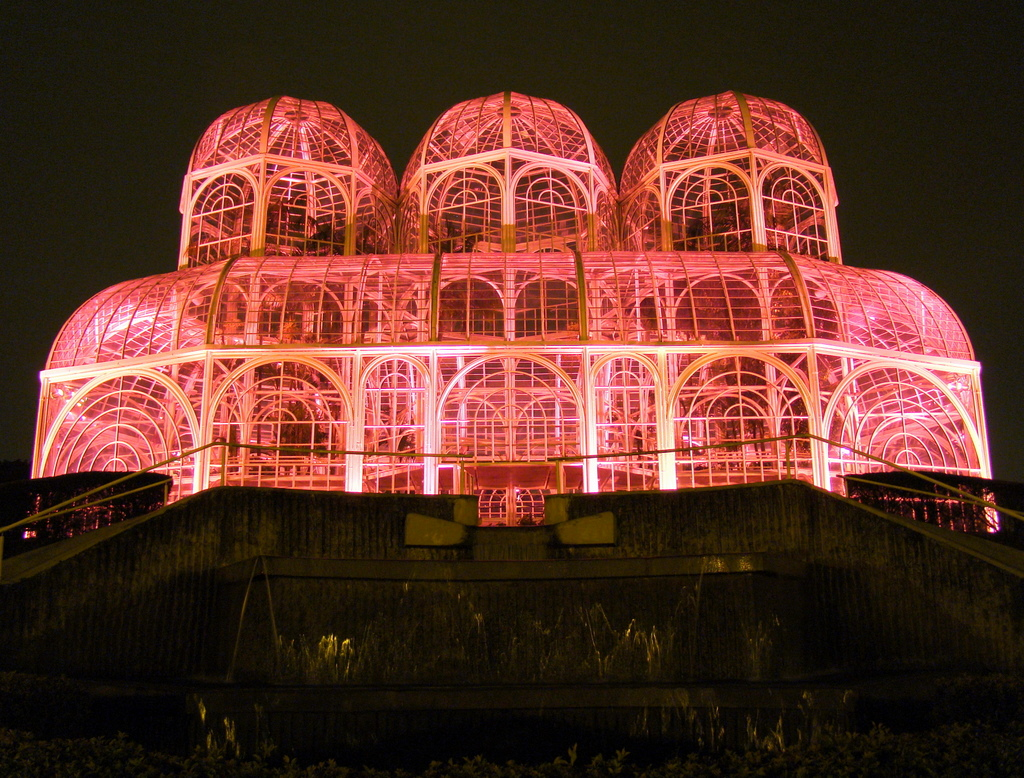
Лень раку грудей